# Carlos Álvarez Domínguez
Carlos Álvarez Domínguez (Pontevedra, 6 de febrero de 2003) es un jugador de balonmano español que juega de extremo derecho en el Sporting CP. Es internacional con la selección de balonmano de España.
Su primer gran campeonato con la selección fue el Campeonato Mundial de Balonmano Masculino de 2025.
Después de sus buenas actuaciones, el Sporting CP de Portugal hizo oficial su incorporación.

## Clubes
| Club        | País     | Año       |
| ----------- | -------- | --------- |
| Club Cisne  | España   | 2020-2023 |
| Ademar León | España   | 2023-2025 |
| Sporting CP | Portugal | 2025-Act. |